# 重核子爆弾
重核子爆弾（じゅうかくしばくだん）は、アニメ『ヤマトよ永遠に』『宇宙戦艦ヤマトIII』、およびそれらのリメイクアニメ『ヤマトよ永遠に REBEL3199』に登場する架空の兵器。デザイン担当は辻忠直（『永遠に』）、明貴美加（『3199』）。
『永遠に』『ヤマトIII』ではハイペロン爆弾とも呼ばれる。

## 概要
暗黒星団帝国が地球侵攻に投入する超大型爆弾であり、宇宙戦艦ヤマトシリーズにおける大量殺戮兵器の1つでもある。宇宙空間航行能力を持っており、自力航行によって太陽系外から地球まで5000宇宙ノットの航行速度で飛来する。タキオン吸収装置とタキオンエンジンからなる推進機関を持ち、無限大の航続距離を有する。
形状
外殻表面の大半は黒色で、だるまのような形態を持つ。先端部の赤く輝いている部分が起爆装置になっている。巨大な構造物である爆弾の内部には、人間の往来が可能な通路、エレベーター、テラスなどが設置されており、多数の兵士が警備に当たっている。下部には爆弾固定用のドリルが設置されており、降着後に再び上昇することは不可能である。
自己防衛機能として周囲に張り巡らされるバリアは外部からの侵入を防ぐが、地中までは張り巡らされないため、これが弱点の1つにもなっている。
起爆装置
デザリアム星（以下、「本星」）と爆弾の両方に起爆装置が内蔵された二重構造となっており、爆弾側が破壊されても本星側が無事であれば、（地球から40万光年離れた本星からの超光速通信による）起爆が可能である。また、本星側が先に破壊されると、爆弾側が自動的に起爆する構造にもなっている。そのため、先に爆弾側の起爆装置を解体してから本星側を破壊しないと、無効化できない。
破壊プロセス
起爆から死滅までのプロセスが設定されており、任意の種を選んで死滅させることが可能である。
中間子質量を破壊することにより、外傷を負わせずに生物の脳細胞を一挙に死滅させる。起爆すると、内部に封入された重核子へ中性子ビームが照射され、高エネルギーのプラズマ状態となる。このプラズマ化された重核子を超高エネルギー状態で炉内に閉じ込め、二重らせん構造の定常空間を維持すると、周囲の空間に歪みが発生してベータ変調された重力波が発生する。その結果、これを浴びた生物は細胞核内部のDNAが異常活性され、自己崩壊する。この影響はプログラムで指定された生物に限定される。

## 劇中での描写
ヤマトよ永遠に
暗黒星団帝国が地球侵攻に使用する。赤色状の光線を全表面から放射することにより、惑星規模の大量殺戮が可能である。冥王星・天王星・海王星・土星・木星・火星の各基地の人間は重核子爆弾の通過時にこの殺戮光線を浴びせられて死滅し、暗黒星団帝国の地球奇襲成功の一翼を担う。地球へ突進していく爆弾の黒い姿と赤い光は、本作のタイトルバックとなっている。
爆弾が地球へ降着した後には地球全土を占領した暗黒星団帝国軍が、地球人を従えるための脅迫材料として爆弾の機能を公表する。しかし、物語後半には暗黒星団帝国の目的が地球人の肉体であることが明かされ、爆弾の爆破は前提であったことが判明する。
物語終盤には藤堂平九郎に率いられたパルチザンが突入し、暗黒星団帝国軍の少尉アルフォンとあえて彼のもとに滞在していた森雪による対決と死別の舞台となる。パルチザンに占拠された爆弾本体は生前のアルフォンによる半ば手引きを経て起爆装置を外され、続いて本星側でもサーシャが起爆システムを破壊する。暗黒星団帝国を率いる聖総統スカルダートは爆弾の起爆トリガーを押すがすでに無効化されており、続いてヤマトが新波動砲で本星もろとも起爆システムを消滅させた結果、爆弾は完全に無力化された。
戦争終結後、爆弾の外殻は地球上に残され、平和記念公園のモニュメントとなった。
宇宙戦艦ヤマトIII
惑星シャルバートの王家の谷にて保管・封印されている、超兵器群の一つとして登場。カラーリングは暗黒星団帝国のものとは異なり、白色となっている。

## リメイクシリーズ
『ヤマトよ永遠に REBEL3199』では、重核子爆弾と同じ立ち位置として巨大移動要塞グランドリバースが登場する。デザインは、『永遠に』の重核子爆弾のそれをほぼ踏襲している。
全高は降着形態で1,800メートル（地面に突き刺さる部分も含む）。本作ではデザリアムの拠点としての機能を持ち、聖総統スカルダートもここに座している。
イスカンダルのコスモリバースシステムの劣化コピー品と語られており、その機能を完全なものとするためにデザリアムはイスカンダル純正の波動コアを有するヤマトを狙う。
秘蔵された機能として、『永遠に』と同様の重核子爆弾としての機能も存在している。もっとも、本作では『永遠に』のように脳細胞を破壊して人間を即死させるのではなく、脳のシナプスネットワークの活動を阻害して情報処理を停止させ、記憶を保持しながら意識を喪失させる。意識を喪失した人間は大脳が機能できなくなるが、応急的に小脳が海馬に記録されている短期記憶に基づいてルーチンをこなすことで生命維持活動を行う。

### リメイクシリーズにおけるその他の登場
宇宙戦艦ヤマト2199
むらかわみちおによる漫画版第9巻にて、アニメにない独自要素として登場。惑星ビーメラ4でのイズモ計画派の反乱が鎮圧された後、沖田十三の口からイズモ計画の隠された真実とともに全乗組員へ明かされる。
イズモ計画は地球脱出が目的とされていたが、その実態は人間を含む地球生物の遺伝子を播種船（後のヤマト）で運び出し、他の惑星にて繁殖させるというものであり、地球人の移住を目的とはしていない。地球に残された人々は播種船が出航した後、地球本土の占領に来たガミラス軍もろとも地下深くに秘密裏に設置されている重核子爆弾で死滅させる手筈となっていた。これは玉砕によって敵へ一矢報いると同時に、地球という存在そのものをリセットしてやり直そうという信念に基づくものだった。
宇宙戦艦ヤマト2205 新たなる旅立ち
本編には登場しないが、本作のラストにて流れるBGMの曲名が「迫り来る重核子爆弾」となっており、存在が示唆されていた。